# Sielsowiet oktiabrski (obwód kurski)
Sielsowiet oktiabrski (ros. Октябрьский сельсовет) – jednostka administracyjna wchodząca w skład rejonu rylskiego w оbwodzie kurskim w Rosji.
Centrum administracyjnym sielsowietu jest sieło Stiepanowka.

## Geografia
Powierzchnia sielsowietu wynosi 54,80 km².

## Historia
Status i granice sielsowietu zostały określone ustawami z 2004 i z 2010 roku.

## Demografia
W 2017 roku sielsowiet zamieszkiwało 654 mieszkańców.

## Miejscowości
W skład sielsowietu wchodzą miejscowości: Stiepanowka, Maziepowka, Oktiabrskoje.